# Heng Swee Keat
Heng Swee Keat (en chino simplificado, 王瑞杰; pinyin, Wáng Ruì Jié: 王瑞杰; pinyin: Wáng Ruì Jié, nacido 1 de noviembre de 1961) es un político de Singapur. Es miembro del Partido de Acción Popular (PAP), ha estado a cargo del Ministerio de Finanzas desde 2015. Fue anteriormente el ministro de Educación de mayo de 2011 a septiembre de 2015.
Existen expectativas de que se convierta en el cuarto primer ministro de Singapur, sucediendo a Lee Hsien Loong. El 1 de mayo de 2019, Heng se convirtió en vice primer ministro de Singapur (DPM), mientras que los dos DPM en funciones, Teo Chee Hean y Tharman Shanmugaratnam, renunciaron a sus puestos el mismo día.. También es el primer vice primer ministro en solitario en 34 años. De 1985 a 2019, Singapur tuvo dos vice primeros ministros trabajando al mismo tiempo.
Antes de su elección al Parlamento, Heng se desempeñó como director gerente de la Autoridad Monetaria de Singapur (MAS) de 2005 a 2011.